# ブルーノ・フォルナローリ
ブルーノ・フォルナローリ・メサ（Bruno Fornaroli Mezza, 1987年9月7日 - ）は、ウルグアイ・サルト県サルト出身のオーストラリア人サッカー選手。メルボルン・ビクトリーFC所属。オーストラリア代表。ポジションはFW。

## クラブ経歴
2006年にナシオナル・モンテビデオでプロデビュー。2年間で15ゴールを決め、2008年7月22日にUCサンプドリアと5年契約を締結。しかし、加入1年目の2008-09シーズンを5試合ノーゴールで終わると、以降はローン移籍と復帰を繰り返すシーズンに終始。
2012年7月12日、パナシナイコスFCと契約。しかし、加入1年目の2012-13シーズンはノーゴールに終わり、2013年9月に退団。2014年1月にダヌービオFCに加入した。
2015年8月10日、メルボルン・シティFCと2年契約を締結。Aリーグ・メン挑戦で得点能力が開花。加入1年目の2015-16シーズンは25ゴールを決め、得点王を獲得し、ゴールデン・ブーツ賞を受賞。翌2016-17シーズンも17ゴールを決めたが、以降は出場機会が減少。
2019年3月23日、パース・グローリーFCと2年契約を締結。加入後は2年連続で13ゴールを決めた。
2022年10月31日、メルボルン・ビクトリーFCに移籍した。

## 代表経歴
2003年にU-17のウルグアイ代表に招集された経験があったものの、出場機会無し。以降も代表には無縁のままだったが、Aリーグ・メン参戦時にオーストラリア国籍を取得。2022年3月に2022 FIFAワールドカップ・アジア予選の最終予選にオーストラリア代表に初招集された。
2022年3月24日、日本代表戦で途中出場でA代表初出場している。